# Micropagurus devaneyi
Micropagurus devaneyi is een tienpotigensoort uit de familie van de Paguridae. De wetenschappelijke naam van de soort is voor het eerst geldig gepubliceerd in 1986 door McLaughlin.